# Atracis clypeata
Atracis clypeata är en insektsart som först beskrevs av William Lucas Distant 1914.  Atracis clypeata ingår i släktet Atracis och familjen Flatidae. Inga underarter finns listade i Catalogue of Life.